# Dinamo Krasnogorsk
Dinamo Krasnogorsk (ros. Динамо Красногорск) – rosyjski klub hokeja na lodzie z siedzibą w Krasnogorsku.

## Historia
W czerwcu 2020 władze Dinama Moskwa podjęły decyzję o przeniesieniu podporządkowanego klubu, Dinama Twer w rozgrywkach Wyższej Hokejowej Ligi (WHL) do Krasnogorska (istniało tam lodowisko Ariena imienia W.W. Pietrowa), zaś drużyna miała występować w lidze pod nazwą Dinamo Moskowskaja Obłast’. Głównym trenerem został mianowany wówczas Andriej Piatanow, a jego asystentami Siergiej Pietrienko, Jurij Panow i Anton Zielenow. Ponadto, we wrześniu 2020 ogłoszono, że juniorska drużyna MHK Dinamo Moskwa będzie rozgrywać swoje mecze w rozgrywkach MHL w Krasnogorsku.
W rundzie zasadniczej edycji WHL 2016/2017 ekipa zajęła 16. miejsce, a następnie w fazie play-off w 1/8 finału uległa późniejszym triumfatorom z Jugry Chanty-Mansyjsk w meczach 1:4.
Przed sezonem WHL 2021/2022 drużyna Dinama Krasnogorsk (Dinamo MO) została wycofana z rozgrywek (nowym zespołem farmerskim dla Dinama Moskwa zostało Dinamo Sankt Petersburg).